# اعضای اتحادیه کشورهای مشترک‌المنافع

اعضای کنونی اتحادیه کشورهای مشترک‌المنافع (به رنگ آبی)، اعضای فعلی تعلیق شده (سبز)، اعضای سابق (نارنجی)، و سرزمین‌های فرادریایی بریتانیا و وابسته به تاج و تخت (آبی روشن)

اتحادیه کشورهای مشترک‌المنافع سازمانی بین‌المللی و انجمنی داوطلبانه متشکل از ۵۶ کشور و ایالت که همگی مستعمره انگلیس بوده اند است. این سازمان شامل قدیمی‌ترین مستعمرات بریتانیا و سرزمین‌های وابسته به آن‌ها می‌باشد.
مطابق اعلامیه سنگاپور در سال ۱۹۷۱ هیچ‌یک از دولت‌ها در اتحادیه کشورهای مشترک‌المنافع در عمل بیش از دیگر دولت‌ها سلطه بر امور ندارد بلکه هرکدام از این دولت‌ها به عنوان یکی از اعضای سیاسی این اتحادیه حضور دارد؛ و به جای آن رابطه‌ای سازمانی و بین‌المللی میان این دولت‌ها وجود دارد که از طریق آن کشورها در زمینه‌های اجتماعی، سیاسی، و اقتصادی متنوع، برابر در نظر گرفته شده و در چارچوب ارزش‌ها و اهداف مشترک و مشخص در اعلامیه سنگاپور همکاری دارند. این ارزش‌ها و اهداف مشترک عبارتند از ارتقاء دموکراسی، حقوق بشر، حکمرانی خوب، حاکمیت قانون، آزادی مدنی، مساوات‌خواهی، تجارت آزاد، چندجانبه‌گرایی، و صلح جهانی.
نماد این اتحادیه پادشاه چارلز است؛ که به عنوان رئیس اتحادیه خدمت می‌کند. در عین حال، با این موقعیت، او قدرتی سیاسی یا اجرایی بیش از دیگر کشورهای عضو اتحادیه ندارد. این صرفاً برای پذیرش نمادی برای همبستگی است، و این ریاست دبیر کلی و مدیریت اجرایی اتحادیه می‌باشد.
اتحادیه کشورهای مشترک‌المنافع برای اولین بار به‌طور رسمی در سال ۱۹۳۱ تشکیل شد که با امضای اساسنامه وست مینستر حاکمیت قانونی قلمروهای بریتانیا به رسمیت شناخته شد.
کشورهای مشهور به «قلمرو مشترک‌المنافع بریتانیا»، شامل اعضای اصلی پادشاهی متحده، کانادا، استرالیا، آفریقای جنوبی، ایرلند، و نیوزیلند، بود. اگر چه حاکمیت استرالیا و نیوزیلند به ترتیب تا سال‌های ۱۹۴۲ و ۱۹۴۷ در اساسنامه اتخاذ نشده بود. در سال ۱۹۴۹، اعلامیه لندن امضا شد و ایجاد اتحادیه کشورهای مشترک‌المنافع مدرن و تصویب نام فعلی آن انجام گرفت. اخیراً در ۳ اکتبر ۲۰۱۳ گامبیا از اتحادیه خارج شد که نتیجه آن قطع ارتباط سیاسی و اقتصادی این کشور با اتحادیه بود.
در حال حاضر، از دولت‌هایی که عضو اتحادیه کشورهای مشترک‌المنافع هستند، سه دولت در اروپا، دوازده دولت در آمریکای شمالی، یک دولت در آمریکای جنوبی، هجده دولت در آفریقا، هشت دولت در آسیا، و یازده دولت در اقیانوسیه می‌باشند. هفت دولت از اعضای سابق اتحادیه‌اند، که چهار تا از آن‌ها دیگر به عنوان نهادی مستقل وجود ندارند (اما به عنوان بخشی از کشورهای عضو فعلی) هستند. جمعیت اعضای اتحادیه ۲٫۲ میلیارد نفر است، که تقریباً یک سوم از جمعیت جهان است، و از میان آن‌ها ۱٫۲۱ میلیارد نفر در کشور هند زندگی کرده و ۹۵٪ در آسیا و آفریقا زندگی می‌کنند.
در حال حاضر چارلز سوم به عنوان سرپرست ۱۵ دولت از دولت‌های عضو اتحادیه فعالیت می‌کند، پنج کشور دیگر دولت‌های پادشاهی با پادشاهانی مستقل دارند (برونئی، لسوتو، مالزی، سوازیلند، تونگا) و بقیه کشورها دارای نظام جمهوری می‌باشند.

## فهرست
در زیر فهرست اعضای کشورهای مشترک المنافع وجود دارد.
1. استرالیا
2. آفریقای جنوبی
3. آنتیگوا و باربودا
4. اوگاندا
5. باربادوس
6. باهاما
7. برونئی
8. بریتانیا
9. بلیز
10. بنگلادش
11. بوتسوانا
12. پاپوآ گینه نو
13. پاکستان
14. تانزانیا
15. ترینیداد و توباگو
16. توگو
17. تونگا
18. تووالو
19. جامائیکا
20. جزایر سلیمان
21. جزیره مالت
22. دومینیکا
23. رواندا
24. زامبیا
25. ساموآ
26. سری لانکا
27. سنت کیتس و نویس
28. سنت لوسیا
29. سنت وینسنت و گرنادین
30. سنگاپور
31. سوازیلند
32. سیرالئون
33. سیشل
34. غنا
35. فیجی
36. قبرس
37. کامرون
38. کانادا
39. کنیا
40. کیریباتی
41. گابن
42. گامبیا
43. گرانادا
44. گویان
45. لسوتو
46. مالاوی
47. مالدیو
48. مالزی
49. موریس
50. موزامبیک
51. نامیبیا
52. نائورو
53. نیجریه
54. نیوزیلند
55. وانواتو
56. هند